# Mordellistena purpureonigrans
Mordellistena purpureonigrans är en skalbaggsart som beskrevs av Karl Friedrich Ermisch 1963. Mordellistena purpureonigrans ingår i släktet Mordellistena, och familjen tornbaggar. Arten är reproducerande i Sverige.